# Callogorgia chariessa
Callogorgia chariessa är en korallart som beskrevs av Bayer 1982. Callogorgia chariessa ingår i släktet Callogorgia och familjen Primnoidae. Inga underarter finns listade i Catalogue of Life.